# Masullas
Masullas (en sard, Masuddas) és un municipi italià, dins de la província d'Oristany. L'any 2007 tenia 1.196 habitants. Es troba a la regió de Marmilla. Limita amb els municipis de Gonnoscodina, Gonnostramatza, Mogoro, Morgongiori, Pompu, Simala, Siris i Uras.

## Administració
| Període | Identitat      | Partit         |
| ------- | -------------- | -------------- |
| 2005-   | Mansueto Siuni | Centreesquerra |

## Cultura
A Masullas s'hi ha trobat el famós text de poesia popular en dialecte campidanès Sa scomuniga de predi Antiogu arrettori de Masuddas, que fou escrit en el segle xix.